# WWE 2K15
WWE 2K15 — компьютерная игра, разработанная Yuke's и Visual Concepts как — впервые в серии — для игровых консолей восьмого поколения Xbox One и PlayStation 4, так и для игровых консолей седьмого поколения — Xbox 360 и PlayStation 3. Издателем снова выступит приобретшая в прошлом году права на игровую франшизу 2K Games. Это — вторая игра в серии WWE 2K, четвёртая игра в серии WWE и семнадцатая игра из основной линейки игр WWF/E. WWE 2K15 — сиквел к игре WWE 2K14. Слоган игры — «Feel it» (с англ. — «Почувствуй это»). Игра вышла 28 октября 2014 года в США, 31 октября того же года — по всему миру на консолях седьмого поколения. Игра вышла для консолей восьмого поколения 18 ноября 2014 в США и 21 ноября того же года — по всему миру. 21 апреля 2015 года стало известно, что игра также выйдет на Microsoft Windows, которая, как и консоли восьмого поколения, будет основана на новом движке WWE Eco-Motion. Дата выхода состоялась 28 апреля 2015 года. Игра доступна для покупки в Steam.

## Разработка игры
Ещё до официального анонса в социальных сетях нескольких работников WWE промелькнули сообщения об их причастности к разработке игры. Так, первым «проговорился» ринг-анонсер Джастин Робертс — в своём твиттере и Instagram'е он опубликовал запись со звукозаписывающей студии, где ведётся запись озвучивания игры.
Вторым «отличился» рестлер WWE Джастин Гэбриел. Он опубликовал фото, на котором запечатлён процесс создания игровой модели рестлера.
Член Зала Славы WWE Мик Фоли в своём твиттере выразил недовольство условиями «контракта Легенды», заключённым между ним и разработчиком игровой франшизы. Таким образом, он отказался продлевать контракт. Тем не менее, шанс увидеть его в WWE 2K15 всё ещё остаётся, так как текущий контракт ещё не истёк.
Что касается состава, занимающегося непосредственно разработкой игры, то к нему в очередной раз присоединился бывший рестлер подготовительной площадки WWE NXT Крис Хиро — с него «снимают» движения и приёмы для игры.
16 сентября было объявлено о переносе выхода версии игры для консолей нового поколения на более поздний срок. Так, если игра для Xbox 360 и PlayStation 3 выйдет в срок, то обладателям Xbox One и PlayStation 4 придётся подождать до 18 ноября, если они живут в Соединённых Штатах, и до 21 ноября, если живут в остальной части света.
Было выпущено две части документальной серии «WWE 2K15: Making Of», посвящённых производству и разработке игры.

## Анонс игры и реклама
22 мая на официальной твиттер-странице игры появилась информация о дате релиза WWE 2K15. Несмотря на слухи, игра не будет отложена до 2015 года и выйдет в свет в 2014 году. Итак, WWE 2K15 готовится к выходу в США 28 октября. 31 октября тираж разойдётся по всему миру.
В конце июня Джим Росс (покинувший WWE в августе этого года) подтвердил в своём твиттере, что он никоим образом не участвует в создании игры.
На RAW 30 июня была представлена обложка игры. Фон выполнен в красно-белых цветах, логотип «WWE 2K» изменился в соответствии со значком «WWE Network», а «главным героем» обложки впервые со SmackDown vs. Raw 2011 выступит Джон Сина.

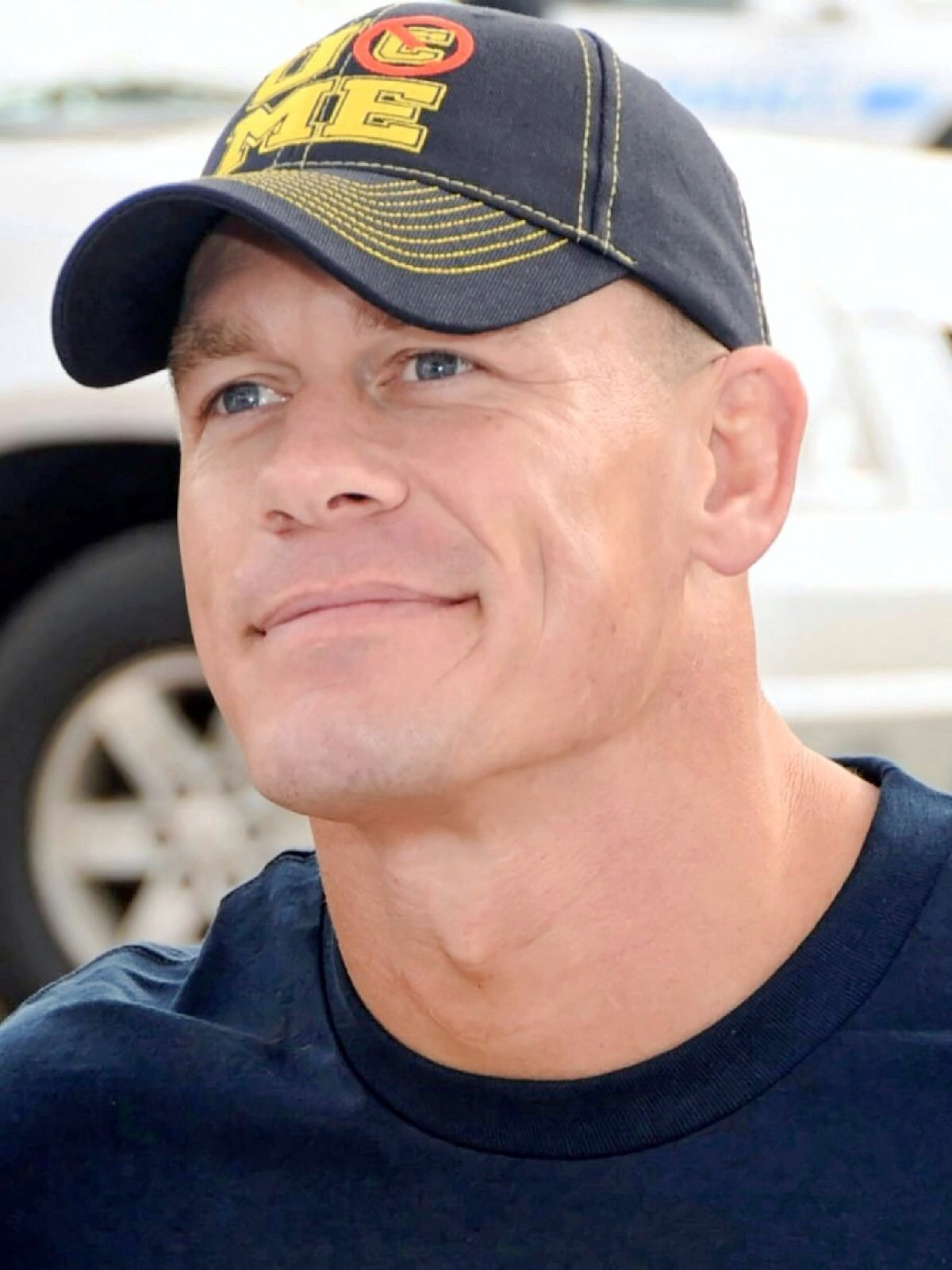
Джон Сина сменил Рока в качестве лица на обложке игры WWE

### E3, закрытая пресс-конференция 2K Sports
На закрытой выставке 2K на E3 фанаты смогли увидеть постер, на котором изображены рестлеры настоящего и прошлого — Джон Сина, Брэй Уайатт, Халк Хоган, Сезаро и Роман Рейнс. Все они будут в ростере WWE 2K15. Также в твиттере WWE Games было подтверждено, что в четверг, 12 июня, фанаты смогут узнать много новых подробностей о предстоящем проекте.
Итак, на закрытой пресс-конференции было выделено, что Visual Concepts будет гораздо больше втянут в разработку игры, потихоньку вытесняя Yukes из этой ниши. Вместе с приходом к разработке, VC внесут в движок игры технологическое достижение «сканирования лица» для создания более правдоподобных моделей (данная технология, однако, будет задействована только в движках для «некст-ген»-консолей — движки для Xbox 360 и PlayStation 3 останутся без «Scanning Tech») — так, как это сделано в играх серии NBA 2K. Графика и звук также будут сильно переработаны. Так, графический движок позволит передавать эмоции рестлеров гораздо более правдоподобнее на новом движке. Что же касается звука — он будет практически полностью перезаписан, включая как звуки самого рестлинг-действа, так и комментарии к нему. 2K Sports называет впечатляющие цифры — от 30 до 35 часов абсолютно нового предзаписанного комментирования. Для создания большей аутентичности, время создания внутриигровой реальности (сюжеты, рестлеры и их гиммики) было перенесено на более поздний срок, что также отлично скажется на качестве продукции, уверены в 2K Sports.

### WWE Monday Night RAW, 14 июля 2014
На еженедельном понедельничном шоу WWE RAW, 14 июля 2014 года, был представлен трейлер, в котором засветился не кто иной, как Стинг. Было подтверждено, что Стинг будет доступен какое-то время только предзаказавшим. Это станет первое в истории серии игр WWE/F появление Стинга в ростере.

### Первый скриншот
4 августа был показан первый скриншот версии игры на PlayStation 4 и Xbox One, на котором был изображен Джон Сина, смотрящий на Рэнди Ортона. В этот же день был объявлен эксклюзив для «некст-ген»-консолей — режим Карьеры, в котором игрок создаёт своего собственного рестлера с целью продвижения его по карьерной лестнице к высотам компании. Также были объявлены режимы 2K Showcase и обновлённый Universe Mode (см. раздел «Режимы игры»).

### WWE 2K15 на Gamescom
WWE 2K15 присутствовала и на ежегодном игровом мероприятии Gamescom, которое проходило в этом году с 13 по 17 августа. Там были раскрыты некоторые дополнительные подробности игры, а также любой желающий мог поиграть в демо-версию нового проекта.

### Трейлер
22 сентября на сайте IGN и на официальном сайте WWE 2K вышел первый трейлер игры. В нём была изображена версия игры для PS4 и Xbox One.

### Рекламный ролик
20 октября была запущена рекламная кампания WWE 2K15 на телевидении. Помимо кинематографических съёмок реальных рестлеров, было показано ещё несколько кадров «некст-генной» игры.

### #WWE2K15 FACT
Во время твиттер-кампании по раскрытию деталей игры, названную в соцсети «#WWE2K15 FACT», появились ранее неизвестные подробности. Так, например, стало известно, что ростеры игры на всех консолях (включая Xbox 360 и PS3) будут идентичны, за исключением лишь генеральных менеджеров — это исключительная «фишка» режима MyCareer для PS4 и Xbox One. В рамках данного проекта также было подтверждено, что версии для Xbox One и PlayStation 4 будут запускаться в разрешении FullHD — 1080p.
Также подтверждено, что арены и рестлеры будут не полностью идентичны реальным прототипам текущего времени. Связано это с тем, что сбор данных для игры происходил в раннем августе (что уже является большим сдвигом — ранее сбор проводился в июне), а с того времени произошло достаточно много изменений.

## Геймплей
4 августа сайт IGN представил первые изменения, которые коснутся геймплея.
Естественно, с переходом на PS4 и XONE игра претерпит серьёзные изменения в графике, физике и прочих аспектах. Графический аспект был показан на первом скриншоте с Джоном Синой.
Аспекты физического и звукового движка, как обычно, представляются в описании как «ещё более реалистичные». Арсенал приёмов в этом году будет значительно расширен, а также будет значительно переработан — ведь для WWE 2K15 были пересняты практически все приёмы при помощи технологии захвата движений «motion capture». Комментарии в игре будут практически полностью обновлёнными и перезаписанными.
13 августа были анонсированы новые изменения в анимации рестлеров. Так, система выносливости была значительно улучшена — каждый приём будет иметь несколько анимаций — две или три — каждая из которых будет воспроизводиться в зависимости от того, насколько «стамина» (выносливость) рестлера полна. Система определения веса, введённая в WWE '13 и сильно урезанная в WWE 2K14, снова будет в игре — на этот раз действительно вес и рост рестлеров будет коррелировать с приёмами, которые к ним могут применить те или иные персонажи.
Так называемый «селлинг» — выражение боли рестлером, получившим повреждение — стал более реалистичным вследствие общему изменению и обновлению физическому движка — рестлеры действительно корчатся от боли и не встают через 5 секунд после получения мощного приёма.

## Режимы игры

### Career Mode/MyCareer (Режим карьеры)
4 августа было объявлено, что в WWE 2K15 будет снова представлен режим карьеры. Этот режим станет доступен не только на PlayStation 4 и Xbox One, а также для ПК.
Во время объявления ростера игры на WWE SummerSlam Axxess 16 августа, аннонсер WWE Рене Янг сообщила о том, что NXT будет частью режима Карьеры.
Главной целью режима станет игра за созданного персонажа. С самых низов до вершины и лавров — весь этот путь игрок должен будет провести вместе со своим созданным рестлером.

### Who’s Got NXT Mode (Режим «Кто возьмёт верх в NXT»)
16 сентября в Сети появились все достижения, которые возможно получить в WWE 2K15 на Xbox 360. На картинках с «ачивментами» засветились Адриан Невилл и Сэми Зейн, разрушая слухи об их эксклюзивности для консолей нового поколения.
Помимо этих рестлеров, также на иконках достижений и в описании оных был показан режим NXT.
24 октября, за несколько дней до релиза игры на консолях прошлого поколения, был официально подтверждён режим Who’s Got NXT. Он будет предоставляться игрокам на Xbox 360 и PS3. В этом режиме игрок сможет выбрать одного из нескольких рестлеров NXT, пройти через определённое количество матчей и подняться на вершину всего ростера NXT.

### 2K Showcase (Выставка 2K)
Этот режим представляет собой документальную часть игры, в которой будут затрагиваться самые известные противостояния в WWE/F — естественно, с геймплейными вставками.
Подтверждёнными противостояниями стали битвы (как словесные, так и бойцовские) СМ Панка и Джона Сины в 2011—2013 годах, а также баталии 2002—2004 годов между Игроком и Шоном Майклзом. В общей сложности эти два противостояния пройдут на протяжении 33 матчей. Каждый из матчей будет сопровождаться исторической частью, а также аутентичными аренами, костюмами рестлеров и типами матчей.
Режим является косвенным подтверждением двух типов матчей, совершающих своё возвращение в серию WWE: матч с гробами и матч «Три стадии ада». К сожалению, эти типы матчей возможно сыграть только в 2K Showcase.

### WWE Universe Mode (5.0)
В 2015 году был добавлен пятый режим — Universe Mode. В новой версии Universe Mode были добавлены новые комментарии от Майкла Коула и Джерри Лоулера для разных кат-сцен и ситуаций. Кроме того, «Rivalry Creator» дебютировавший в WWE 2K14, был значительно изменён в WWE 2K15. Так, у игрока появилась возможность не только создать обычные противостояния «Один на Один» и «Два на Два», сюжеты которых будут идти по случайному принципу как в 2K14; теперь игрок может детализировано настроить эти два типа противостояния.

## DLC

### WWE 2K15 Season Pass
Особый пакет дополнений под названием Season Pass (в прошлом — Fan Axxess) в этом году будет ориентироваться, в первую очередь, на расширение режима 2K Showcase. Однако, помимо дополнительных противостояний, игрок получит ещё одного играбельного персонажа — Диву Пэйдж. В общей сложности, на протяжении года, игрок получит три фьюда в режиме 2K Showcase.

#### 2K Showcase: One More Match
В первом DLC-фьюде будет рассматриваться противостояние Кристиана и Рэнди Ортона из 2011 года. Вместе с аутентичными моделями рестлеров, напрямую задействованных во фьюде, будут предоставлены модели Марка Генри, Эджа и Шеймуса из 2011 года, а также арены SmackDown, Extreme Rules, Over The Limit и Capitol Punishment того же года.

#### 2K Showcase: Hall of Pain
В следующем по списку DLC для 2K Showcase будет затронута карьера Марка Генри и его лучшие матчи из 2011 и 2013 годов. Так, игрок снова получит возможность попасть на арену SmackDown 2011 года, арену PPV Vengenace того же года, а также сможет очутиться на арене WrestleMania 29. Будут предоставлены модели Марка Генри 2011 и 2013 годов, Биг Шоу, Кейна, Джимми и Джея Усо, Шеймуса, Великого Кали (все — 2011 год), а также Райбека (2013 год).

#### 2K Showcase: Path of the Warrior
В последнем DLC 2K Showcase игроку предоставляется возможность пройти сквозь лучшие моменты карьеры Последнего Воина. Множество классических рестлеров и менеджеров будет доступно вместе с этим DLC: классические модели Последнего Воина, Халка Хогана, Сержанта Слотера, Андре Гиганта, Хонки Тонк Мэна, Рика Руда, Мачо Кинга, Полковника Мустафы, Гробовщика, Хантера Хёрста Хелмзли (все — играбельные рестлеры), ринг-аннонсера Ховарда Финкеля, менеджеров Джимми Харта, Бобби Хинана, Пола Бирера, Шерри, Сида Джастиса и Генерала Аднана. Не стоит забывать и про дополнительные арены: игрок сможет сыграть матчи на знаменитом Мэдисон Сквер Гарден, очутиться на Saturday Night’s Main Event XXIV, а также на аренах WrestleMania VI, VII и XII и SummerSlam 1988, 1990 и 1991.

#### WCW Pack
В этот пакет войдут лучшие рестлеры WCW: Фит Финли, Лорд Стивен Ригал, Бам Бам Бигелоу, Даймонд Даллас Пейдж и Лекс Люгер.

#### NXT Arrival
В следующий пакет DLC войдут рестлеры и официальные лица NXT: JBL, Эмма, Адам Роуз и члены группировки Вознесение — Коннор и Виктор.

#### New Moves Pack
С этим пакетом игрок сможет получить более 30 новых приёмов, включая знаменитую благодаря Брэю Вайатту модификацию Сестры Эбигейль, исполняемую от угла ринга, а также удары по животу, исполняемые в WWE рестлером Сезаро.
DLC для пк будут бесплатными. То есть будут включены сразу в игре 2K Showcase: One More Match, Hall of Pain, Path of the Warrior, Халк Хоган и Стинг.

## Ростер игры
16 августа на ежегодном событии WWE SummerSlam Axxess произошёл коронный для этого события момент — объявление ростера предстоящей рестлинг-игры. На шоу приняли участие Стив Остин, Джон Сина, Халк Хоган, Шеймус, Сезаро и Роман Рейнс. Было объявлено 62 рестлера, включая 8 Див. Тем не менее, ростер был объявлен далеко не полностью, ведь всего в игре заявлено 92 слота рестлеров и Див.
- (на момент 28.10.2014)
Галочкой (✔) обозначены рестлеры/Дивы, доступные эксклюзивно по предзаказу/в коллекционном издании/в Season Pass; в круглых скобках указан общий рейтинг рестлеров и Див в игре.

| WWE Superstars                                               | 2K Showcase DLC Superstars                                           | WWE Divas                                       | WWE Retro/WCW Retro/2K Showcase Retro Superstars              | NXT Superstars                                   | NXT Divas |
| ------------------------------------------------------------ | -------------------------------------------------------------------- | ----------------------------------------------- | ------------------------------------------------------------- | ------------------------------------------------ | --------- |
| Альберто Дель Рио (88) PS3/XBox 360,(91) PS4/Xbox One        | Christian (2011) (84)                                                | AJ Lee (82) PS3/Xbox 360,(83) PS4/Xbox One      | Kevin Nash (87) PS3/Xbox 360,(90) PS4/Xbox One                | Adrian Neville (87) PS3/4,Xbox 360/One           | Emma✔     |
| Альберто Дель Рио (2011) (87) PS3/Xbox 360,(90) PS4/Xbox One | Edge (2011) (87)                                                     |                                                 | Hulk Hogan✔ (Hulkamania Edition)                              | Corey Graves (79) PS3/Xbox 360,(80) PS4/Xbox One |           |
| Уэйд Барретт (84) PS3/Xbox 360,(88) PS4/Xbox One             | Randy Orton (2011) (92)                                              | Brie Bella (83) PS3/Xbox 360,(80) PS4/Xbox One  | Hulk Hogan (N.W.O)✔ (Hulkamania Edition)                      | Sami Zayn (86) PS3/Xbox 360,(85) PS4/Xbox One    |           |
| Батиста (88) PS3/Xbox 360,(90) PS4/Xbox One                  | Mark Henry (2011, 2013) (87)                                         | Cameron (75) PS3/Xbox 360,(78) PS4/Xbox One     | Ric Flair (91) PS3/4,Xbox 360/One                             | JBL✔                                             |           |
| Батиста (2004) (89) PS3/Xbox 360,(90) PS4/Xbox One           | Sheamus (2011) (93)                                                  | Naomi (76) PS3/Xbox 360,(80) PS4/Xbox One       | Shawn Michaels (Retro) (95) PS3/4,Xbox 360/One                | Adam Rose✔                                       |           |
| Big E (84) PS3/Xbox 360,(87) PS4/Xbox One                    | Colonel Mustafa (1991)                                               | Natalya (82) PS3/4,Xbox 360/One                 | "Stone Cold" Steve Austin (90) PS3/Xbox 360,(92) PS4/Xbox One | Konnor✔                                          |           |
| Big Show (87) PS3/4,Xbox 360/One                             | Big Show (2011) (87)                                                 | Nikki Bella (83) PS3/Xbox 360,(80) PS4/Xbox One | "Crow" Sting✔ (89) (предзаказ)                                | Victor✔                                          |           |
| Booker T (85) PS3/Xbox 360,(89) PS4/Xbox One                 | Kane (2011) (90)                                                     | Paige✔ (Season Pass) (80)                       | "Surfer" Sting✔ (92) (предзаказ)                              | Rusev (84) PS3/Xbox 360,(88) PS4/Xbox One        |           |
| Брэй Уайатт (89) PS3/Xbox 360,(90) PS4/Xbox One              | Jey Uso (2011) (87)                                                  | Summer Rae (73) PS3/Xbox 360,(78) PS4/Xbox One  | Triple H (Retro)                                              | Bo Dallas (83) PS3/Xbox 360,(84) PS4/Xbox One    |           |
| Брок Леснар (92) PS3/Xbox 360,(94) PS4/Xbox One              | Jimmy Uso (2011) (87)                                                | Tamina (81) PS3/Xbox 360,(82) PS4/Xbox One      | Fit Finlay (WCW)✔ (86)                                        |                                                  |           |
| Антонио Сезаро (86) PS3/Xbox 360,(93) PS4/Xbox One           | The Great Khali (2011) (86)                                          |                                                 | Lord Steven Regal (WCW)✔ (87)                                 |                                                  |           |
| Chris Jericho (88) PS3/Xbox 360,(90) PS4/Xbox One            | Daniel Bryan (2011) (94)                                             |                                                 | Bam Bam Bigelow (WCW)✔ (85)                                   |                                                  |           |
| CM Punk (91) PS3/Xbox 360,(92) PS4/Xbox One                  | Ryback (2013)                                                        |                                                 | Diamond Dallas Page (WCW)✔ (84)                               |                                                  |           |
| CM Punk (2011-2012) (92) PS3/Xbox 360,(93) PS4/Xbox One      | Hunter Hearst Helmsley (1996)                                        |                                                 | Lex Luger (WCW)✔ (86)                                         |                                                  |           |
| Cody Rhodes (85) PS3/Xbox 360,(89) PS4/Xbox One              | Hulk Hogan (1990, 1991)                                              |                                                 | Chris Jericho (2002) (92) PS3/Xbox 360,(94) PS4/Xbox One      |                                                  |           |
| Curtis Axel (81)PS3/Xbox 360,(87) PS4/Xbox One               | Sgt. Slaughter (1990)                                                |                                                 |                                                               |                                                  |           |
| Damien Sandow (83) PS3/Xbox 360,(87) PS4/Xbox One            | The Ultimate Warrior (1988-1996) (90) PS3/Xbox 360,(89) PS4/Xbox One |                                                 |                                                               |                                                  |           |
| Daniel Bryan (94) PS3/4,Xbox 360/One                         | André the Giant (1989)                                               |                                                 |                                                               |                                                  |           |
| Daniel Bryan (2012) (90) PS3/Xbox 360,(88) PS4/Xbox One      | Honky Tonk Man (1988)                                                |                                                 |                                                               |                                                  |           |
| Darren Young (81) PS3/Xbox 360,(84) PS4/Xbox One             | Rick Rude (1989)                                                     |                                                 |                                                               |                                                  |           |
| Dean Ambrose (88) PS3/Xbox 360,(91) PS4/Xbox One             | "Macho King" Randy Savage (1991)                                     |                                                 |                                                               |                                                  |           |
| Dolph Ziggler (84) PS3/Xbox 360,(85) PS4/Xbox One            |                                                                      |                                                 |                                                               |                                                  |           |
| Erick Rowan (84) PS3/Xbox 360,(88) PS4/Xbox One              |                                                                      |                                                 |                                                               |                                                  |           |
| Fandango (80) PS3/Xbox 360,(85) PS4/Xbox One                 |                                                                      |                                                 |                                                               |                                                  |           |
| Goldust (85) PS3/Xbox 360,(86) PS4/Xbox One                  |                                                                      |                                                 |                                                               |                                                  |           |
| Jack Swagger (85) PS3/Xbox 360,(89) PS4/Xbox One             |                                                                      |                                                 |                                                               |                                                  |           |
| Jey Uso (85) PS3/Xbox 360,(87) PS4/Xbox One                  |                                                                      |                                                 |                                                               |                                                  |           |
| Jimmy Uso (85) (87) PS4/Xbox One                             |                                                                      |                                                 |                                                               |                                                  |           |
| John Cena (96) PS3/4,Xbox 360/One                            |                                                                      |                                                 |                                                               |                                                  |           |
| Justin Gabriel (81) PS3/Xbox 360,(82) PS4/Xbox One           |                                                                      |                                                 |                                                               |                                                  |           |
| Kane (91) PS3/Xbox 360,(90) PS4/Xbox One                     |                                                                      |                                                 |                                                               |                                                  |           |
| Kane (2002) (88) PS3/Xbox 360,(90) PS4/Xbox One              |                                                                      |                                                 |                                                               |                                                  |           |
| Kofi Kingston (84) PS3/Xbox 360,(85) PS4/Xbox One            |                                                                      |                                                 |                                                               |                                                  |           |
| Luke Harper (86) PS3/Xbox 360,(90) PS4/Xbox One              |                                                                      |                                                 |                                                               |                                                  |           |
| Mark Henry (84) PS3/Xbox 360,(85) PS4/Xbox One               |                                                                      |                                                 |                                                               |                                                  |           |
| The Miz (84) PS3/4,Xbox 360/One                              |                                                                      |                                                 |                                                               |                                                  |           |
| R-Truth (84) PS3/Xbox 360,(83) PS4/Xbox One                  |                                                                      |                                                 |                                                               |                                                  |           |
| Randy Orton (90) PS3/Xbox 360,(92) PS4/Xbox One              |                                                                      |                                                 |                                                               |                                                  |           |
| Randy Orton (2004) (86) PS3/Xbox 360,(84) PS4/Xbox One       |                                                                      |                                                 |                                                               |                                                  |           |
| Rey Mysterio (84) PS3/Xbox 360,(89) PS4/Xbox One             |                                                                      |                                                 |                                                               |                                                  |           |
| Rob Van Dam (86) PS3/Xbox 360,(88) PS4/Xbox One              |                                                                      |                                                 |                                                               |                                                  |           |
| The Rock (91) PS3/4,Xbox 360/One                             |                                                                      |                                                 |                                                               |                                                  |           |
| Roman Reigns (89) PS3/Xbox 360,(92) PS4/Xbox One             |                                                                      |                                                 |                                                               |                                                  |           |
| Ryback (84) PS3/Xbox 360,(87) PS4/Xbox One                   |                                                                      |                                                 |                                                               |                                                  |           |
| Santino Marella (80) PS3/Xbox 360,(81) PS4/Xbox One          |                                                                      |                                                 |                                                               |                                                  |           |
| Seth Rollins (89) PS3/Xbox 360,(93) PS4/Xbox One             |                                                                      |                                                 |                                                               |                                                  |           |
| Sheamus (93) PS3/4,Xbox 360/One                              |                                                                      |                                                 |                                                               |                                                  |           |
| Titus O'Neil (83) PS3/Xbox 360,(85) PS4/Xbox One             |                                                                      |                                                 |                                                               |                                                  |           |
| Triple H (91) PS3/Xbox 360,(93) PS4/Xbox One                 |                                                                      |                                                 |                                                               |                                                  |           |
| Tyson Kidd (84) PS3/Xbox 360,(82) PS4/Xbox One               |                                                                      |                                                 |                                                               |                                                  |           |
| The Undertaker (93) PS3/Xbox 360,(94) PS4/Xbox One           |                                                                      |                                                 |                                                               |                                                  |           |
| Xavier Woods (83) PS3/Xbox 360,(80) PS4/Xbox One             |                                                                      |                                                 |                                                               |                                                  |           |

Неиграбельные персонажи
- Brad Maddox[англ.] — специальный рефери в противостоянии Сина/Панк (режим 2K Showcase)
- Bunny — часть входа Адама Роуза (NXT Arrival DLC)
- Michael Cole — комментатор
- Jerry «The King» Lawler — комментатор
- John «Bradshaw» Layfield — комментатор (PS4/XONE)
- Justin Roberts — ринг-анонсер
- Howard Finkel — ринг-анонсер режима 2K Showcase ✔
- Vickie Guerrero — генеральный менеджер RAW/SmackDown (MyCarrer Mode) (эксклюзив для PS4/XONE)
- William Regal — генеральный менеджер NXT (MyCarrer Mode) (эксклюзив для PS4/XONE)
- Bill DeMott[англ.] — главный тренер NXT (MyCarrer Mode) (эксклюзив для PS4/XONE)
- Jimmy Hart — менеджер ✔
- Bobby Heenan — менеджер (2K Showcase DLC) ✔
- Paul Bearer — менеджер (2K Showcase DLC) ✔
- Sherri — менеджер (2K Showcase DLC) ✔
- Sid Justice — менеджер/рефери (2K Showcase DLC) ✔
- General Adnan[англ.] — менеджер (2K Showcase DLC) ✔
- Ricardo Rodriguez — менеджер
- Paul Heyman — менеджер
- Zeb Colter — менеджер
- Lana — Ринг-анонсер Русева
- John Laurinaitis — менеджер/NPC в противостоянии Сина/Панк (режим 2K Showcase)

## Титулы в игре
- (на момент 25.10.2014)

| Титул                                                                               | Обладатель (стандартный) |
| ----------------------------------------------------------------------------------- | ------------------------ |
| · WWE World Heavyweight Championship (2014) (Чемпион Мира в тяжёлом весе WWE)       | Brock Lesnar             |
| · WWE Championship (2014) (Чемпион WWE)                                             |                          |
| · World Heavyweight Championship (2014) (Чемпион мира в тяжёлом весе по версии WWE) |                          |
| · WWE Intercontinental Championship (2014) (Интерконтинентальный чемпион WWE)       | Dolph Ziggler            |
| · WWE United States Championship (2014) (Чемпион США по версии WWE)                 | Sheamus                  |
| · WWE Divas Championship (2014) (Чемпионка Див WWE)                                 | Aj Lee                   |
| · NXT Championship (2014) (Чемпион NXT)                                             | Adrian Neville           |
| · WWE Tag Team Championship (2014) (Командные чемпионы WWE)                         | The Usos                 |
| · NXT Tag Team Championship (2014) (Командные чемпионы NXT)                         |                          |
| · NXT Women's Championship (2014) (Женская чемпионка NXT)                           |                          |

## Арены
- (на момент 25.10.2014)
Жирным выделены еженедельные шоу
Галочкой (✔) обозначены арены, доступные в качестве DLC;

| Арены шоу WWE (2013-2014)                         | Арены 2K Showcase (Triple H vs. Shawn Michaels) | Арены 2K Showcase (CM Punk vs. John Cena) | Арены 2K Showcase (Randy Orton vs. Christian)✔ | Арены 2K Showcase (feat. Mark Henry)✔ | Арены 2K Showcase (feat. Ultimate Warrior)✔ |
| ------------------------------------------------- | ----------------------------------------------- | ----------------------------------------- | ---------------------------------------------- | ------------------------------------- | ------------------------------------------- |
| · WWE Monday Night RAW (2014)                     | WWE RAW (2002)                                  | WWE Money in the Bank (2011)              | WWE Friday Night Smackdown (2011)              | WWE Friday Night Smackdown (2011)     | WrestleMania VI                             |
| · WWE Friday Night Smackdown (2014)               | WWE SummerSlam (2002)                           | WWE Summerslam (2011)                     | WWE Extreme Rules (2011)                       | WWE Vengeance (2011)                  | WrestleMania VII                            |
| · WWE NXT (2014)                                  | WWE Royal Rumble (2002)                         | WWE Night of Champions (2011)             | WWE Over The Limit (2011)                      | WrestleMania 29                       | WrestleMania XII                            |
| · WWE NXT ArRIVAL (2014) (эксклюзив для X360/PS3) |                                                 | WWE Monday Night RAW (2011-12)            |                                                | WWE Capitol Punishment (2011)         | SummerSlam 1988                             |
| · WWE WrestleMania XXX (2014)                     |                                                 | WWE Hell in a Cell (2011)                 |                                                |                                       | SummerSlam 1990                             |
| · WWE SummerSlam (2013)                           |                                                 | WWE Survivor Series (2011)                |                                                |                                       | SummerSlam 1991                             |
| · WWE Night of Champions (2013)                   |                                                 | WWE RAW (2012-14)                         |                                                |                                       | Saturday Night’s Main Event XXIV            |
| · WWE Tables, Ladders and Chairs (2013)           |                                                 | WWE SummerSlam (2012)                     |                                                |                                       | Madison Square Garden                       |

## Hulkamania Edition

Содержание особого издания игры — «Hulkamania Edition»

4 июля, один из рестлеров в ростере игры, легендарный Халк Хоган подтвердил в своём твиттере, что специальное издание WWE 2K15 будет выпускаться под именем самого Халка. На данный момент известно лишь то, что издание будет включать подписанную Хоганом картинку с изображением «Халкстера». Таких изданий, по заверению Хогана, будет 25 тысяч.
4 августа был подтверждён состав коллекционного набора Hulkamania Edition. Эксклюзивное издание будет доступно лишь для консолей текущего поколения — Playstation 4 и Xbox One. Консоли прошлого поколения — Playstation 3 и Xbox 360 — коллекционное издание в этом году не получат.
Итак, в Hulkamania Edition войдут, помимо самой игры, эксклюзивная упаковка, виниловая фигурка «Funko», представляющая из себя «Голливудского» Халка Хогана, кусочек ринга с выпуска WWE Monday Night Raw в Мемфисе от 10 марта 2014 года (именно на этом RAW Хоган совершил своё возвращение в компанию), а также карточки с кодами для разблокировки сразу четырёх DLC: двух поколений Стинга — «Сёрфера» и «Мстителя» — и двух поколений Хогана — классического и «Голливудского». В состав также войдёт, как и обещалось, карточка, подписанная самим «Халкстером».

## Отзывы
| Сводный рейтинг | Сводный рейтинг | Сводный рейтинг |
| Издание         | Оценка          | Оценка          |
| Издание         | PS4             | Xbox One        |
| --------------- | --------------- | --------------- |
| GameRankings    | 60,90 %         | 59,33 %         |